# Nieppe
Nieppe [njɛp] (niederländisch Niepkerke) ist eine französische Gemeinde mit 7685 Einwohnern (Stand: 1. Januar 2022) im Département Nord in der Region Hauts-de-France. Sie gehört zum Arrondissement Dunkerque und ist Mitglied im Gemeindeverband Cœur de Flandre Agglo. Die Bewohner werden Nieppois und Nieppoises genannt.
Die Gemeinde erhielt 2023 die Auszeichnung „Drei Blumen“, die vom Conseil national des villes et villages fleuris (CNVVF) im Rahmen des jährlichen Wettbewerbs der blumengeschmückten Städte und Dörfer verliehen wird.

## Geografie

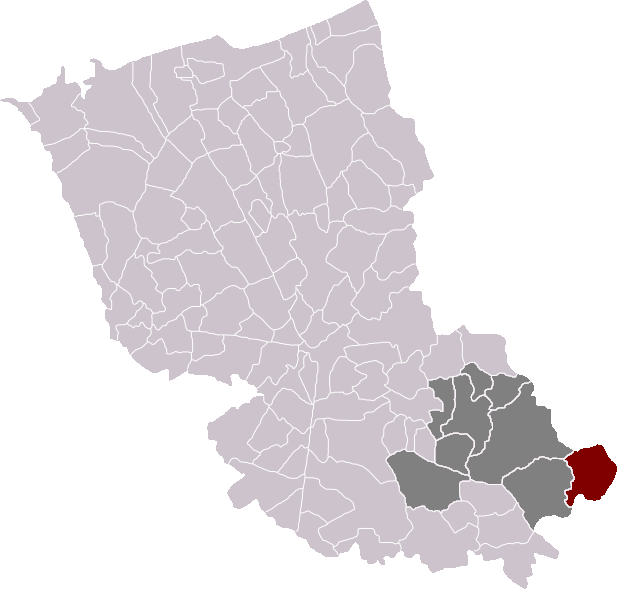
Lage von Nieppe im Arrondissement Dunkerque

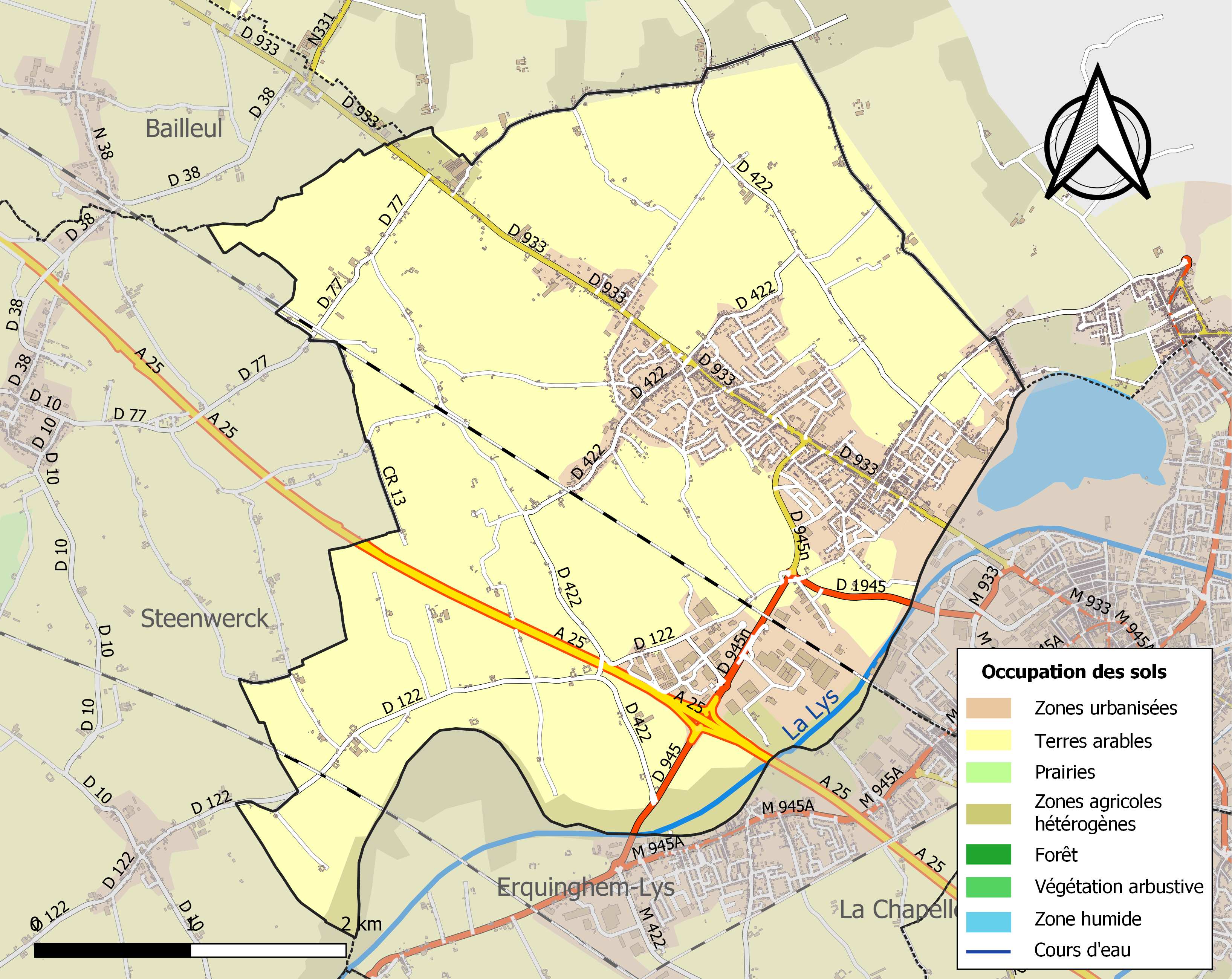
Bodennutzung, Hydrografie und Infrastruktur der Gemeinde (2018)

Die Stadt Nieppe liegt in Französisch-Flandern etwa 49 Kilometer südsüdöstlich von Dünkirchen und etwa 18 Kilometer nordwestlich von Lille an der Grenze zu Belgien. Nieppe liegt in der Région naturelle Plaine de la Lys an der Leie (französisch Lys), die die Stadt im Südosten begrenzt. Außerdem wird sie von der Stil Becque, auch Biestel Becque genannt, der Becque de Warnave, der Becque de Nieppe, der Waterland Becque, der Becque de la Halle und verschiedenen kleineren Wasserläufen entwässert. Das Stadtzentrum liegt auf etwa 20 m Höhe. Das Gelände der Gemeinde ist flach, fällt nur im Süden an der Leie auf 12 m ab.
Ein Teil des Gebiets von Nieppe gehört zur ZNIEFF-Naturzone „Prairies inondables d’Erquinghem-lys“ (310013309). Rund 80 % der Fläche der Gemeinde werden landwirtschaftlich genutzt, der Anteil bebauter Fläche beträgt rund 14 %, der Anteil an industriellen oder gewerblichen Flächen etwa 6 %, insbesondere durch das Gewerbegebiet Les Trois Tilleuls südwestlich des Stadtzentrums (Stand: 2018).
Umgeben wird Nieppe von den sechs Nachbargemeinden:
| Bailleul   | Heuvelland (Belgien)                        | Comines-Warneton (Belgien) |
| Steenwerck | Kompassrose, die auf Nachbargemeinden zeigt | Armentières                |
|            | Erquinghem-Lys                              |                            |

## Geschichte
Zu Beginn des 6. Jahrhunderts wurde der fränkische König Chlodwig I. Herr über die Region. Unter seiner Herrschaft entwickelte sich die Evangelisierung mit dem heiligen Vedast, dem ersten Bischof von Arras im Jahr 500.
Über den Ursprung von Nieppe wurden mehrere Hypothesen aufgestellt. So die Legende der Einsiedelei, der zufolge Niepkerke ursprünglich eine solche war, eine Hütte aus Ästen, die an einen Ulmenhain gelehnt war, um einen Einsiedler zu beherbergen. Es wurde auch angenommen, dass auf dieser Lichtung eine Kapelle von Einwanderern von der Küste errichtet worden sein könnte. Vielleicht bilden diese beiden Annahmen nur eine einzige, da die Vorfahren an diesem sicheren Ort Halt gemacht haben, in der Nähe des Einsiedlers, der ihnen dort vorausgegangen war. Die einfachste Erklärung basiert auf der Übersetzung von Nieppes erstem Namen selbst.
Niepkerke war möglicherweise die erste Lichtung in diesem riesigen Wald, der sich vom heutigen Wald von Nieppe bis nach Warneton erstreckte und N'iepen bosch, der „Ulmenwald“, genannt wurde. Niepkerke war eine der ersten Pfarrgemeinden. In der flämischen Sprache bedeutet übersetzt iepe („Ulme“) und kerke („Kirche“). Niepkerke wäre demnach „die Kirche der Ulme“ oder „die Kirche in den Ulmen“ gewesen. Frühe Formen des Namens waren „Nepam“ (1024), „Neppam“ (1076), „Nepeglisia“ (1084), „in foresto quod dicitur Nipa“ (1084), „Nepa“ (1176), „Nepis“ (1187), „Niepa“ (1211), „Niepa ecclesia“ (1215), „Nipkerka“ (1216), „Nepe eglise“ (1220).
Im 11. Jahrhundert bezeugten mehrere schriftliche Dokumente die Existenz der Gemeinde. Das erste bekannte schriftliche Dokument, in dem Nieppe erwähnt wurde, ist eine Gründungsurkunde aus dem Jahr 1024. Während sich Invasionen und Kriege mit jahrelanger prekärer Befriedung abwechselten, entstand nach und nach die Grafschaft Flandern. Im Jahr 1071 waren gerade einige Jahre des Friedens vergangen, als neue Kämpfe das Land blutig verwüsteten. Graf Robert I. (gegen 1035–1093) verpflichtete sich, seine Fehler durch die Gründung von Klöstern und den Bau von Kirchen zu beheben. Wie aus der Urkunde von Gérard, dem Bischof von Thérouanne, hervorgeht, wurde im Jahr 1084 in Nieppe ein Benediktinerpriorat gegründet und der Abtei Marmoutier in der Nähe von Tours unterstellt.
Im 11. und 12. Jahrhundert wuchs die Macht der Grafen von Flandern gegenüber der der Könige von Frankreich, aber ohne Ansehen. Einer der berühmtesten dieser Grafen war in der Tat der Graf von Flandern und Hennegau Balduin IX. und, wie seine Vorgänger, Seigneur von Nieppe. Seine Tochter Johanna setzte die Arbeit ihres Vaters fort. Unter seiner Führung erlebte Flandern einen neuen Wohlstand, der durch die Bereicherung der Tuchmacherstädte, unter anderem Bailleul, gekennzeichnet war. Margarete von Konstantinopel trat 1244 die Nachfolge ihrer Schwester Johanna an und trug ebenfalls zur Entwicklung des Handels und der Textilindustrie bei. Sie schenkte im Jahr 1245 dem Benediktinerpriorat das Herrenhaus und alle Ländereien, die sie in NiepeEglise besaß, schenkte und gleichzeitig den Prior zum Herrn von Nieppe ernannte, einem damit verbundenen Machthaber von hoher mittlerer und niedriger Gerechtigkeit. Aus dieser Zeit stammen die einzigen sichtbaren Erinnerungen an Niepkerke und die ältesten von seiner Vergangenheit: zwei Säulen und ein Teich. Die beiden Säulen, die heute auf dem Place du Général-de-Gaulle stehen, wurden mit den Überresten der vorher zerstörten Kirche aufgestellt. Die Säulenschäfte und die Kapitelle mit Krabben stammen aus dem 13. Jahrhundert und wurden insbesondere bei der Restaurierung der Kirche nach ihrem Brand durch die Geusen im Jahr 1568 wiederverwendet.
Die Könige von Frankreich waren eifersüchtig auf den von ihren Vasallen angehäuftem Reichtum und führten mehrere bewaffnete Konflikte, um sich ihre blühenden Städte anzueignen. Das 14. und 15. Jahrhundert bot somit einen Wechsel von Kriegen und Entwicklungsperioden, insbesondere der Textilindustrie. Unter den Spezialitäten Flanderns ist die Bedeutung der Flachsfaser hervorzuheben, bei deren Röstung die Nieppois einen erheblichen Vorteil durch den Fluss Leie hatten. Flachs und Mohn wurden auch zur Herstellung von Öl verwendet. Die Archive berichten auch über die zahlreichen Rivalitäten zwischen dem Benediktinerprior, dem Seigneur von Nieppe, und den Seigneurs von Oosthove (heute ein Ortsteil von Nieppe), die ihren Einfluss auf das gesamte Gebiet von Nieppe ausdehnen wollten.
Im 16. Jahrhundert kam Karl V. an die Macht, 1516 König von Spanien, Erzherzog von Österreich und 1519 Kaiser. Sieben Jahre später verzichtete der französische König Franz I. auf seine Oberhoheit über Flandern. Karl V. dankte 1556 ab, Flandern wurde spanisch und Nieppe wurde dem Bistum Ypern angegliedert. Den Jesuiten von Ypern wurde per Brief von Papst Gregor XIII. im Juni 1584 das Priorat zugeteilt und sie wurden somit Seigneurs von Nieppe. In der Zwischenzeit kam es zu ersten religiösen Unruhen, die dazu führten, dass viele Calvinisten aufgehängt wurden. Der Galgen von Nieppe muss einen unheilvollen Ruf gehabt haben, der der Stadt den Spitznamen pays des pindus (deutsch Land der Hängenden) eingebracht hat. Viele Opfer müssen von der 1505 in der Nähe erbauten und 1918 in den Flammen zerstörten Mühle gewusst haben. Von Galgen und Mühle ist nur noch ein Ort im Grundbuch übrig: die Moulin du Gibet (deutsch Galgenmühle).
Der materielle Wiederaufbau des Landes erfolgte zu Beginn des 17. Jahrhunderts. Am 15. März 1610 erfolgte der Verkauf des Lehens Nieppe an den Kanoniker Philippe de Vicq, der aus der alten und adeligen Familie von Oosthove stammte, die bereits einen Großteil des Territoriums von Nieppe besaß und den Rest seit Generationen begehrte. Philippe de Vicq begann sofort mit dem Bau eines Schlosses in flandrischer Gotik.
Die Wiederherstellung des Landes sollte nur von kurzer Dauer sein, da 1618 ein neuer Krieg begann, der Dreißigjährige Krieg. Nach Jahren des Kampfes erreichte der französische König Ludwig XIV. sein Ziel der Einverleibung der reichen Städte. Mehrere Verträge ratifizierten die verschiedenen Übernahmen und durch den am 10. August 1678 unterzeichneten Vertrag von Nimwegen wurde neben anderen Städten und Dörfern auch Nieppe endgültig französisch.

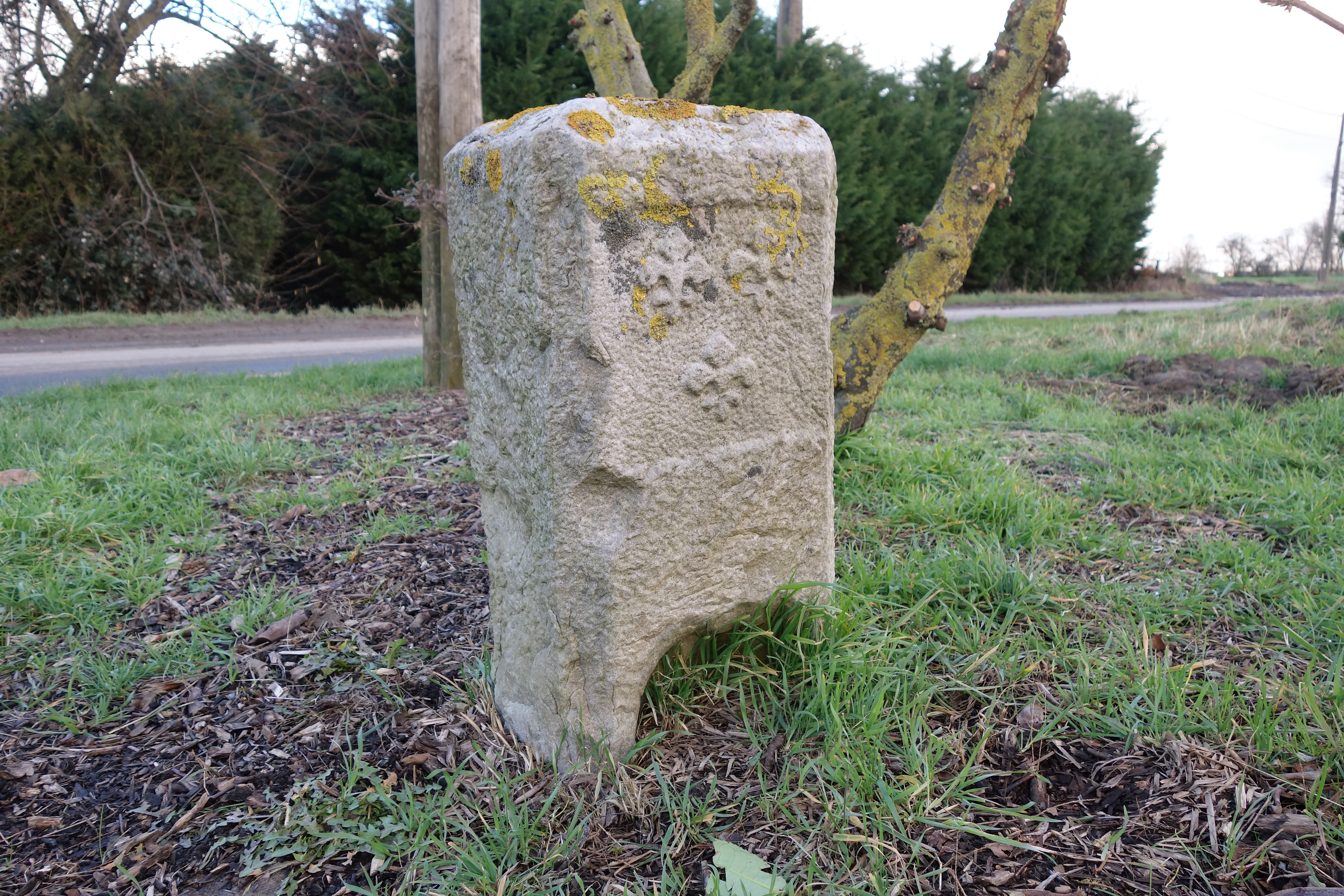
Grenzmarkierung

Im Jahr 1732 wurde die Steinstraße, die durch die Stadt führte, „repariert“. Die Brücke über die Leie oder Pont Neuf wurde 1765 fertiggestellt, das vorübergehende Ende der Fähre und der Boote. Andererseits war die Becque de Nieppe 1781 noch schiffbar und dürfte noch viele Jahre danach genutzt worden sein. In der als Austausch genannte Vereinbarung vom 16. Mai 1769 trennte sich Frankreich von der Provinz Flandern-Maritime, um sie an Kaiserin Maria Theresia von Österreich abzutreten, darunter Dranoutre, Neuve-Eglise, heute Ortsteile von Heuvelland, und Teile des Territoriums der Pfarrei Nieppe. Die Herrschaft Oosthove und ihr Schloss, das 1698 die alte Burg ersetzt hatte, wurden österreichisch. Eine neue Grenze, übrigens die von heute zu Belgien, wurde gezogen. Nieppe hat die Grenzmarkierungen als materiellen Beweis bewahrt. Von den drei Grenzmarkierungen in Nieppe ist nur noch einer an der Ecke Rue d’Oosthove und Chemin Mitoyen vorhanden.
Die Gemeinde wurde am 10. Februar 1790 offiziell mit Jean-Marc Chieus zum ersten Bürgermeister gewählt. Doch die Errichtung einer Zentralmacht stieß auf wenig Gegenliebe und ihre Neuerungen waren umstritten. Dies wird jedoch nicht verhindern, dass die Gemeinde in acht Ortsteile aufgeteilt wird, deren Namen die einiger Ortschaften geblieben sind: La Lys, Trois Rois, Le Bourg, Halle ô Beau. Das Schloss, ein Symbol der Aristokratie, entging der Zerstörung nur, weil es andere Dienste leisten konnte. Nieppe nahm 1791 die Zivilverfassung des Klerus schlecht an.
Im Jahr 1792 kam es zum Ersten Koalitionskrieg. Am 13. November 1792 wurden Silberwaren und Edelmetallen aus der Kirche beschlagnahmt. Es kam zum Widerstand der Nieppois. Das neue Regime heilte weder Armut noch Hunger. Drei Frauen aus Nieppe verbrachten 20 Tage im Gefängnis, weil sie sich Getreide aus den Vorräten bedient hatten, die die Gemeinde eingerichtet und in der Kirche untergebracht hat.
Eine im Jahr 1795 (Jahr III) durchgeführte Erhebung zeigt, dass Nieppe damals 2.637 Einwohner hatte und dass es einen Händler (Bier und Wein) und zehn Gastwirte, drei Brauer, sieben Lebensmittelhändler, drei Metzger, vier Bäcker und drei Mühlen gab. Im Jahr 1799 kehrten schließlich die Kastellane, die Ghesquière de Stradins, zurück, da ihr Herrenhaus zu beschädigt war, um repariert zu werden. Mit dem Konkordat von 1801 stand Nieppe nun unter der geistlichen Autorität des Erzbischofs von Cambrai.
Im Jahr 1852 schloss sich der Norden im großen Stil dem Zweiten Kaiserreich an und erlebte neue Jahre des Friedens. Nieppe, eine Gemeinde im Distrikt Hazebrouck, war seit 1849 an die Eisenbahn angeschlossen und wurde eine richtige Stadt, obwohl sie den offiziellen Titel erst Ende des Jahrhunderts erhielt, als sie mehr als 5000 Einwohner hatte. Um 1850 begann eine landwirtschaftliche Revolution, die die Bewirtschaftung des Landes rationalisierte, die Ausrüstung mechanisierte und sogar die Architektur der Wirtschaftsgebäude veränderte.
Modernisierung und technischer Fortschritt waren für die Arbeiter noch offensichtlicher. Die ehemals handwerkliche Produktion wurde nach und nach gebündelt. Seine Konzentration und seine gewaltige Industrialisierung führten zum Bau von Fabriken. Es folgte eine umfassende Urbanisierung, vor allem in den Städten. Im Jahre 1850 wurde das Rathaus gebaut, das das alte „Maison de Loy“ aus dem Jahr 1589 ersetzte, das zum Pförtnerhaus des Schlosses wurde. 1850 wurde der Friedhof, der die Kirche umgab, außerhalb des Zentrums auf eine von der Gemeinde erworbene Weide in der Rue de Warneton verlegt. Im Jahr 1866 wurde die Niepbecque auf ihrem Weg durch die Stadt nach einer besonders tödlichen Choleraepidemie aufgefüllt. Die Brücken verschwanden.
Zu dieser Zeit gab es in Nieppe mehrere Ziegeleien, deren Rohstoffe vor Ort aus Ton aus dem Untergrund von Nieppe stammten, es gab nicht weniger als sieben Wäschereien am Ufer der Leie, zwei Kalköfen und drei als „schön“ beschriebene Brauereien. Hinzu kommen sechs Windmühlen, die Mehl für die gesamte Region produzierten. Die berühmteste, die „Galgenmühle“ unweit der alten Watermeulen (Wassermühlen), die „kleine“ Mühle in der Nähe des Flusses (ein Lieu-dit und eine Straße mit diesem Namen ist erhalten geblieben), die Deschildre-Mühle oder Mühle des Dritten Standes, die in die Rue de Bailleul abbog, die Don-Mühle, die von Warnave sowie eine sogenannte „Eisenmühle“.

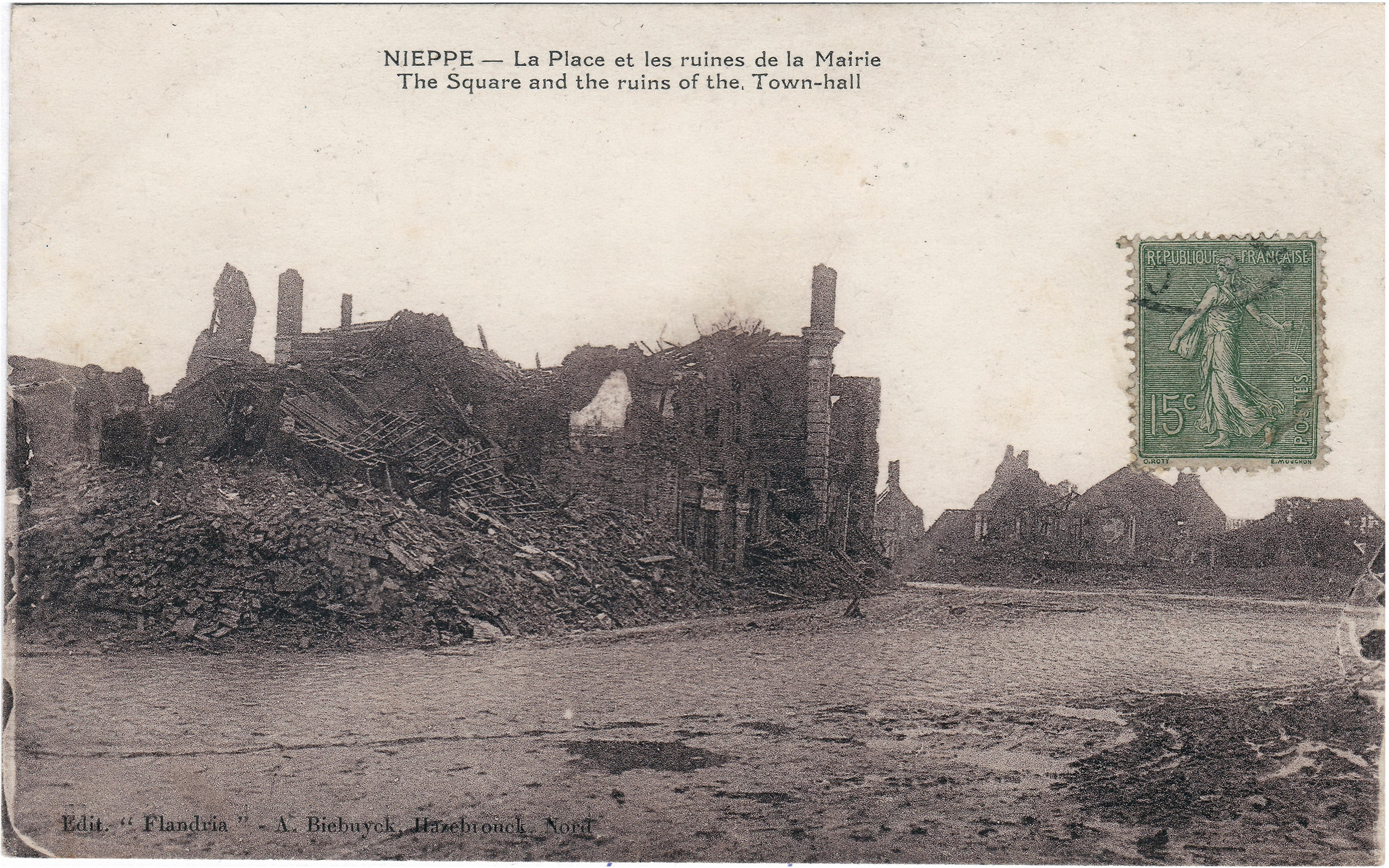
Hauptplatz und Ruinen der Mairie auf einer Postkarte von 1919

Am 3. August 1914 führte die Mobilmachung dazu, dass fast 500 junge Nieppois ihre Häuser verlassen mussten. Die Deutschen besetzten die Stadt im Oktober 1914 eine Woche lang, dann von April bis September 1918. In der Zwischenzeit lebte Nieppe in der „englischen“ Zeit, von der der Name Boulevard des Anglais erhalten blieb, der auf die Abkürzung zurückzuführen war, mit der die Engländer das zu gefährlich gewordene Stadtzentrum meiden konnten. Nur einen Steinwurf von der Front entfernt, ab 1916 täglich immer mehr bombardiert, geriet die Bevölkerung zunehmend in Gefahr. Am 10. April 1918 kam es zur Generalevakuierung.
Die Ersten, die im Oktober 1918 ins Land zurückkehrten, trauten ihren Augen nicht. Abgesehen von ein paar seltenen Gebäuden auf dem Land, die noch standen, aber schwer beschädigt waren, war nichts verschont geblieben. Die Stadt war dem Erdboden gleichgemacht worden. Doch noch mehr als der Ziegelhaufen und das Verschwinden aller Erinnerungen war es das tragische Ende der 255 Nieppois, die für Frankreich starben, und der 53 zivilen Opfer der Bombenanschläge, die grausam zu spüren waren. Der Stadt wurde das Croix de guerre 1914–1918 mit Palme verliehen.
Während der Besetzung Im Zweiten Weltkrieg gab es auch Suppenküchen, in denen durchschnittlich 1000 Mahlzeiten pro Tag zubereitet wurden. Hier gab Jacqueline Enté auch ihr Bühnendebüt, bevor sie unter dem Namen Line Renaud die einzige weltweit bekannte Nieppoise wurde. Nieppe wurde wie die gesamte Region im September 1944 befreit, doch die Befreiungskämpfe endeten tragisch. Als ihre letzte Mission erfüllt war, die Sprengung der Brücke über die Leie, verließen die deutschen Soldaten die Stadt am Morgen des 6. September und hinterließen ein Blutbad an erschossenen 20 Forces françaises de l’intérieur-Angehörigen und 18 Geiseln. Nieppe wurde erneut von General Kœnigin die Armee aufgenommen und erhielt das Croix de guerre 1939–1945 mit Palme. Trotz der Verluste an Menschenleben blieb die Stadt von den Bombenangriffen dieses zweiten Krieges verschont. Auf Wunsch von Pater Soots ließ Weerts hinter dem Rathaus einen Calvaire errichten, der 1947 von Kardinal Liénart, dem Bischof von Lille, eingeweiht wurde.

## Bevölkerungsentwicklung
| Nieppe: Einwohnerzahlen von 1793 bis 2020                                                                                  | Nieppe: Einwohnerzahlen von 1793 bis 2020 | Nieppe: Einwohnerzahlen von 1793 bis 2020 | Nieppe: Einwohnerzahlen von 1793 bis 2020 | Nieppe: Einwohnerzahlen von 1793 bis 2020 |
| --- | ----------------------------------------- | ----------------------------------------- | ----------------------------------------- | ----------------------------------------- |
| Jahr |                                           |                                           |                                           | Einwohner                                 |
| 1793 | 1793                                      |                                           | 3.038                                     | 3.038                                     |
| 1800 | 1800                                      |                                           | 2.820                                     | 2.820                                     |
| 1806 | 1806                                      |                                           | 2.922                                     | 2.922                                     |
| 1821 | 1821                                      |                                           | 2.916                                     | 2.916                                     |
| 1831 | 1831                                      |                                           | 3.221                                     | 3.221                                     |
| 1836 | 1836                                      |                                           | 3.379                                     | 3.379                                     |
| 1841 | 1841                                      |                                           | 3.451                                     | 3.451                                     |
| 1846 | 1846                                      |                                           | 3.550                                     | 3.550                                     |
| 1851 | 1851                                      |                                           | 3.582                                     | 3.582                                     |
| 1856 | 1856                                      |                                           | 3.750                                     | 3.750                                     |
| 1861 | 1861                                      |                                           | 4.060                                     | 4.060                                     |
| 1866 | 1866                                      |                                           | 4.501                                     | 4.501                                     |
| 1872 | 1872                                      |                                           | 4.525                                     | 4.525                                     |
| 1876 | 1876                                      |                                           | 4.871                                     | 4.871                                     |
| 1881 | 1881                                      |                                           | 4.992                                     | 4.992                                     |
| 1886 | 1886                                      |                                           | 5.207                                     | 5.207                                     |
| 1891 | 1891                                      |                                           | 5.253                                     | 5.253                                     |
| 1896 | 1896                                      |                                           | 5.642                                     | 5.642                                     |
| 1901 | 1901                                      |                                           | 5.905                                     | 5.905                                     |
| 1906 | 1906                                      |                                           | 5.850                                     | 5.850                                     |
| 1911 | 1911                                      |                                           | 5.881                                     | 5.881                                     |
| 1921 | 1921                                      |                                           | 3.341                                     | 3.341                                     |
| 1926 | 1926                                      |                                           | 4.171                                     | 4.171                                     |
| 1931 | 1931                                      |                                           | 4.282                                     | 4.282                                     |
| 1936 | 1936                                      |                                           | 4.407                                     | 4.407                                     |
| 1946 | 1946                                      |                                           | 4.405                                     | 4.405                                     |
| 1954 | 1954                                      |                                           | 4.441                                     | 4.441                                     |
| 1962 | 1962                                      |                                           | 4.997                                     | 4.997                                     |
| 1968 | 1968                                      |                                           | 5.341                                     | 5.341                                     |
| 1975 | 1975                                      |                                           | 6.903                                     | 6.903                                     |
| 1982 | 1982                                      |                                           | 7.238                                     | 7.238                                     |
| 1990 | 1990                                      |                                           | 7.417                                     | 7.417                                     |
| 1999 | 1999                                      |                                           | 7.470                                     | 7.470                                     |
| 2006 | 2006                                      |                                           | 7.557                                     | 7.557                                     |
| 2013 | 2013                                      |                                           | 7.407                                     | 7.407                                     |
| 2020 | 2020                                      |                                           | 7.528                                     | 7.528                                     |
| Quelle(n): EHESS/Cassini bis 1999, INSEE ab 2006 Anmerkung(en): Ab 1962 offizielle Zahlen ohne Einwohner mit Zweitwohnsitz |                                           |                                           |                                           |                                           |

## Sehenswürdigkeiten
- Schloss Nieppe, ursprünglich aus dem frühen 17. Jahrhundert, nach Verfall im Zuge der Französischen Revolution 1802 wieder errichtet, während des Ersten Weltkriegs 1917 schwer beschädigt und 1925 wieder aufgebaut
- Kirche Saint-Martin, in den 1920er Jahren nach den Beschädigungen im Ersten Weltkrieg im neugotischen Stil neu gebaut
- Kirche Notre-Dame-de-Bon-Secours, in den 1920er Jahren nach den Beschädigungen im Ersten Weltkrieg im neuromanischen Stil neu gebaut

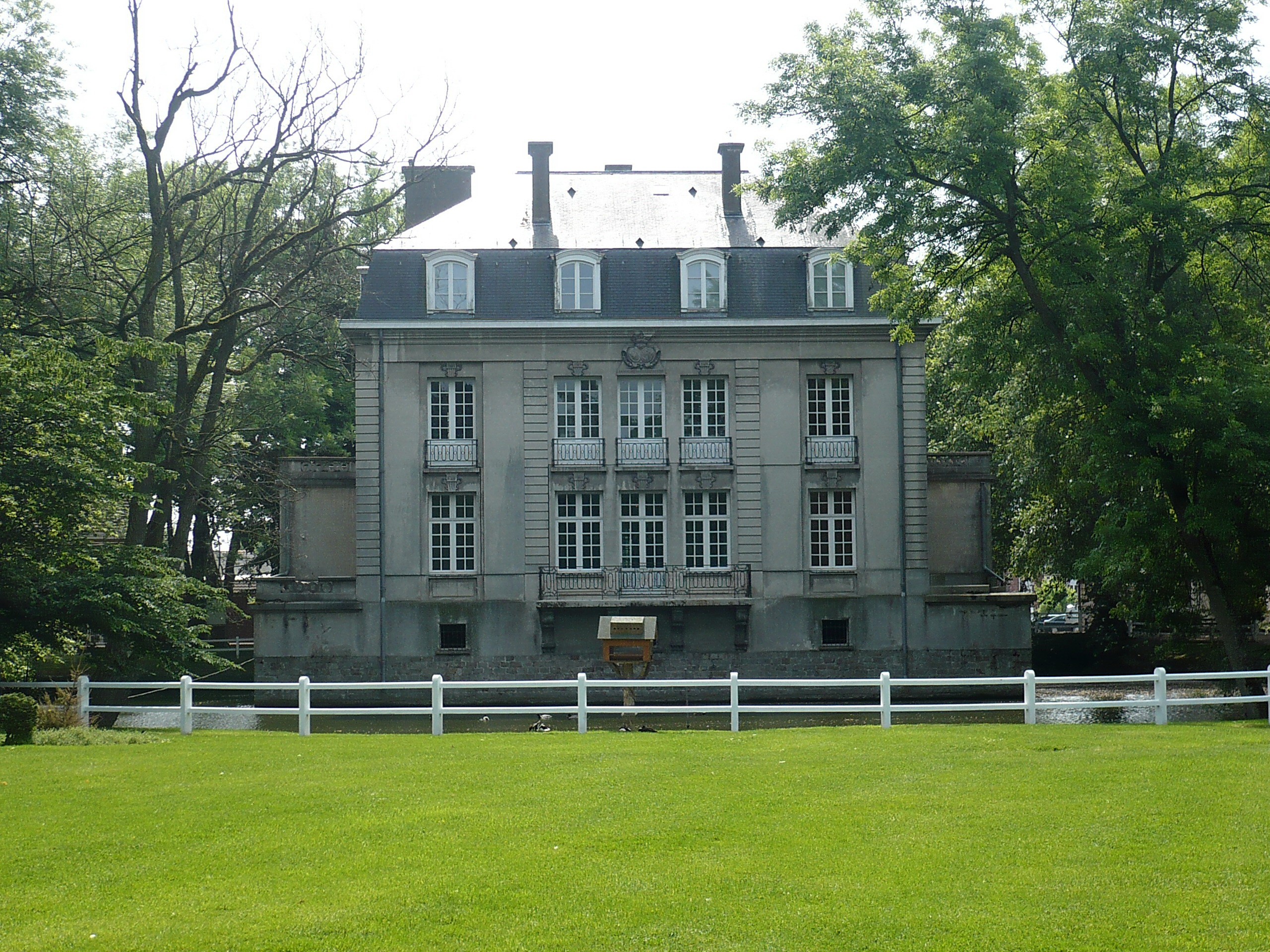
Schloss Nieppe
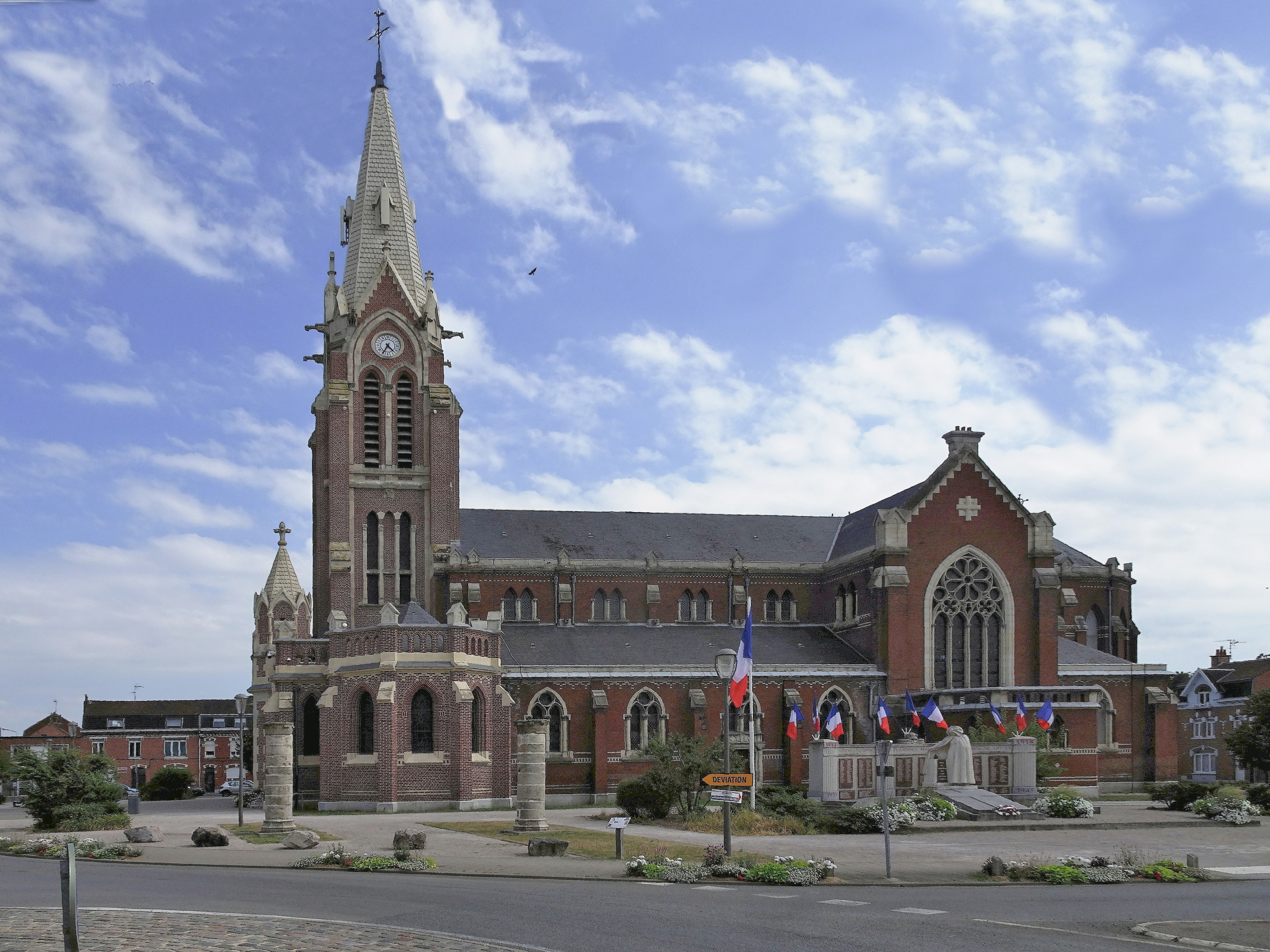
Kirche Saint-Martin
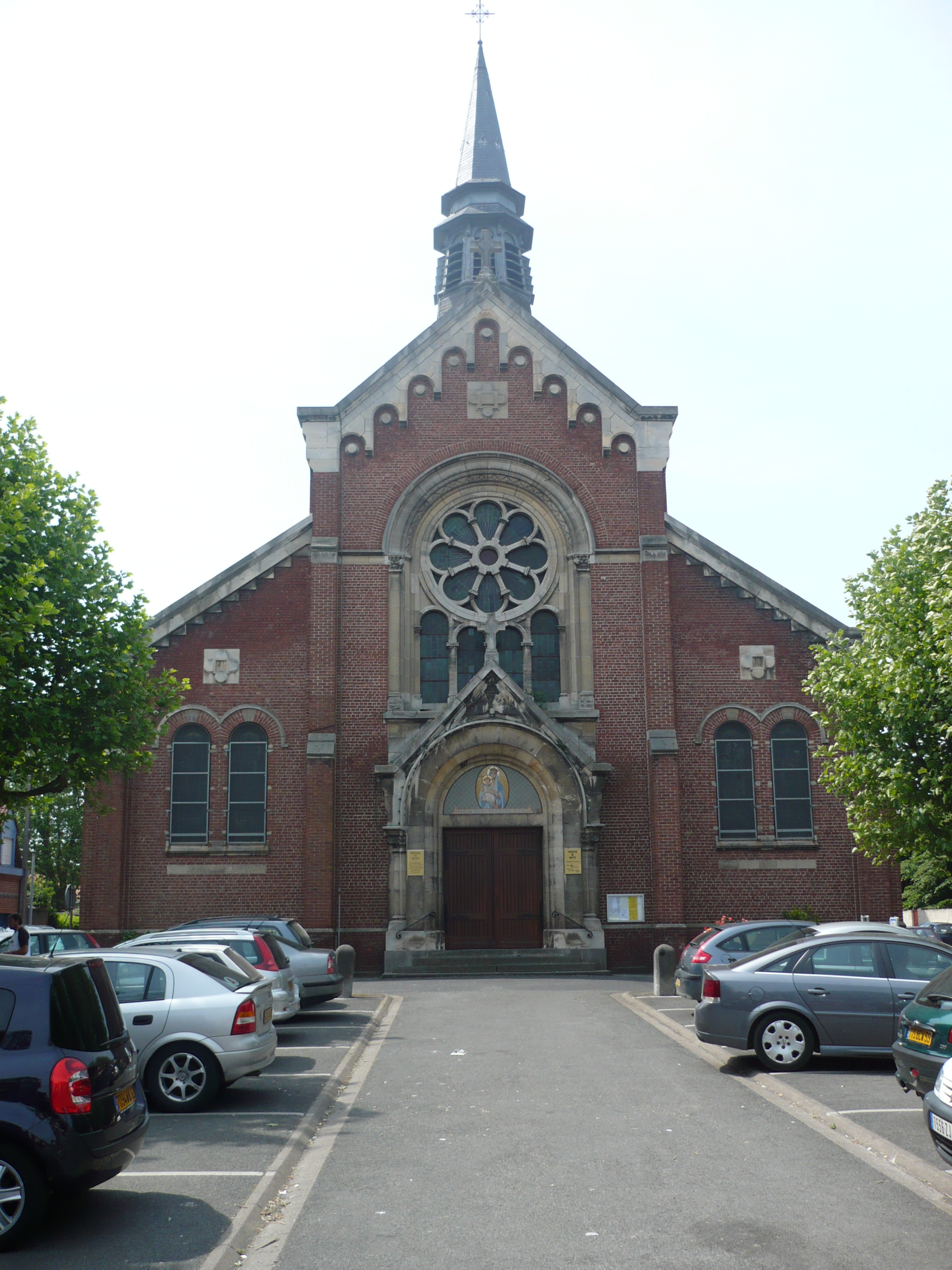
Kirche Notre-Dame-de-Bon-Secours
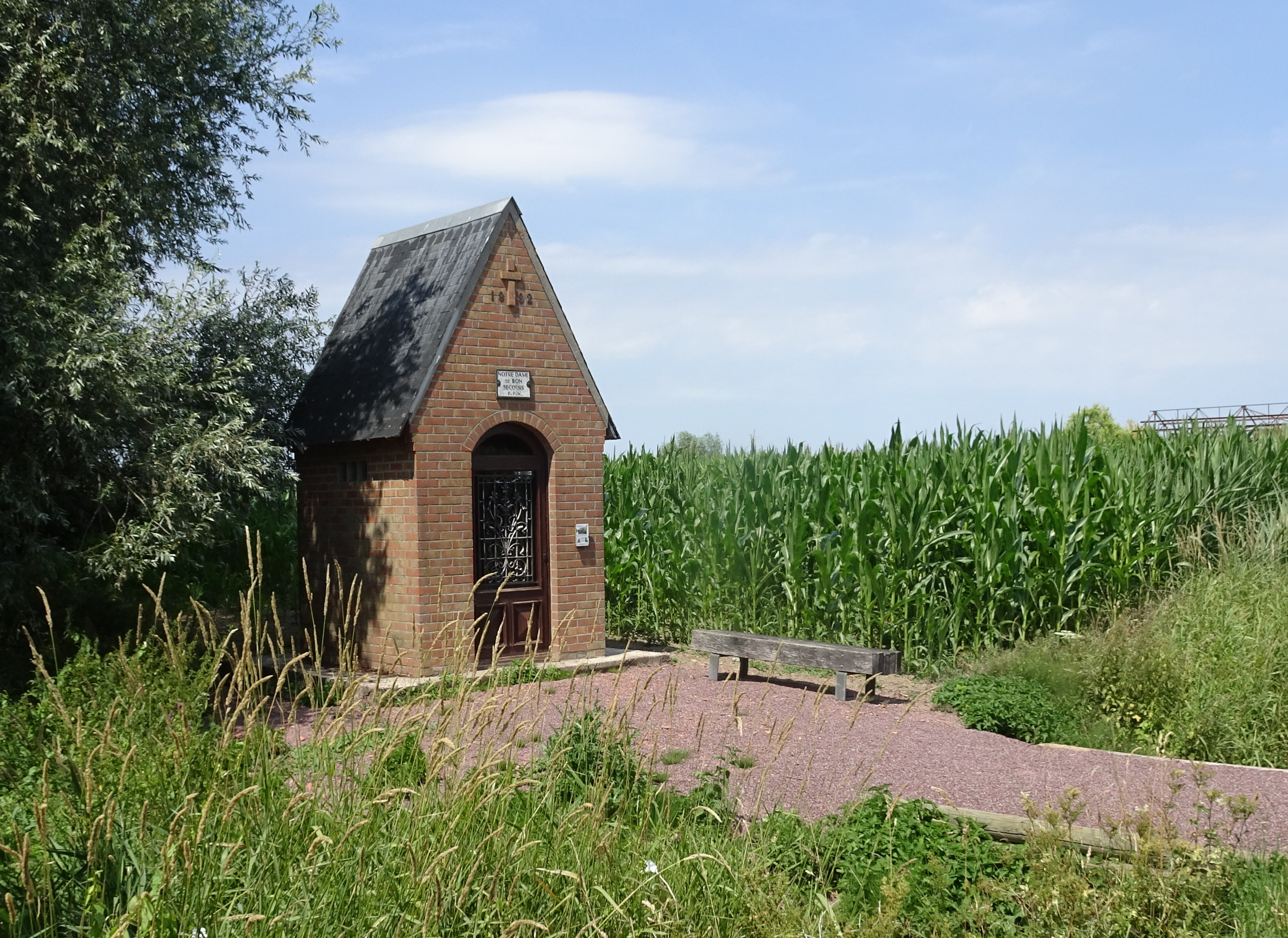
Kapelle Notre-Dame-de-Bon-Secours
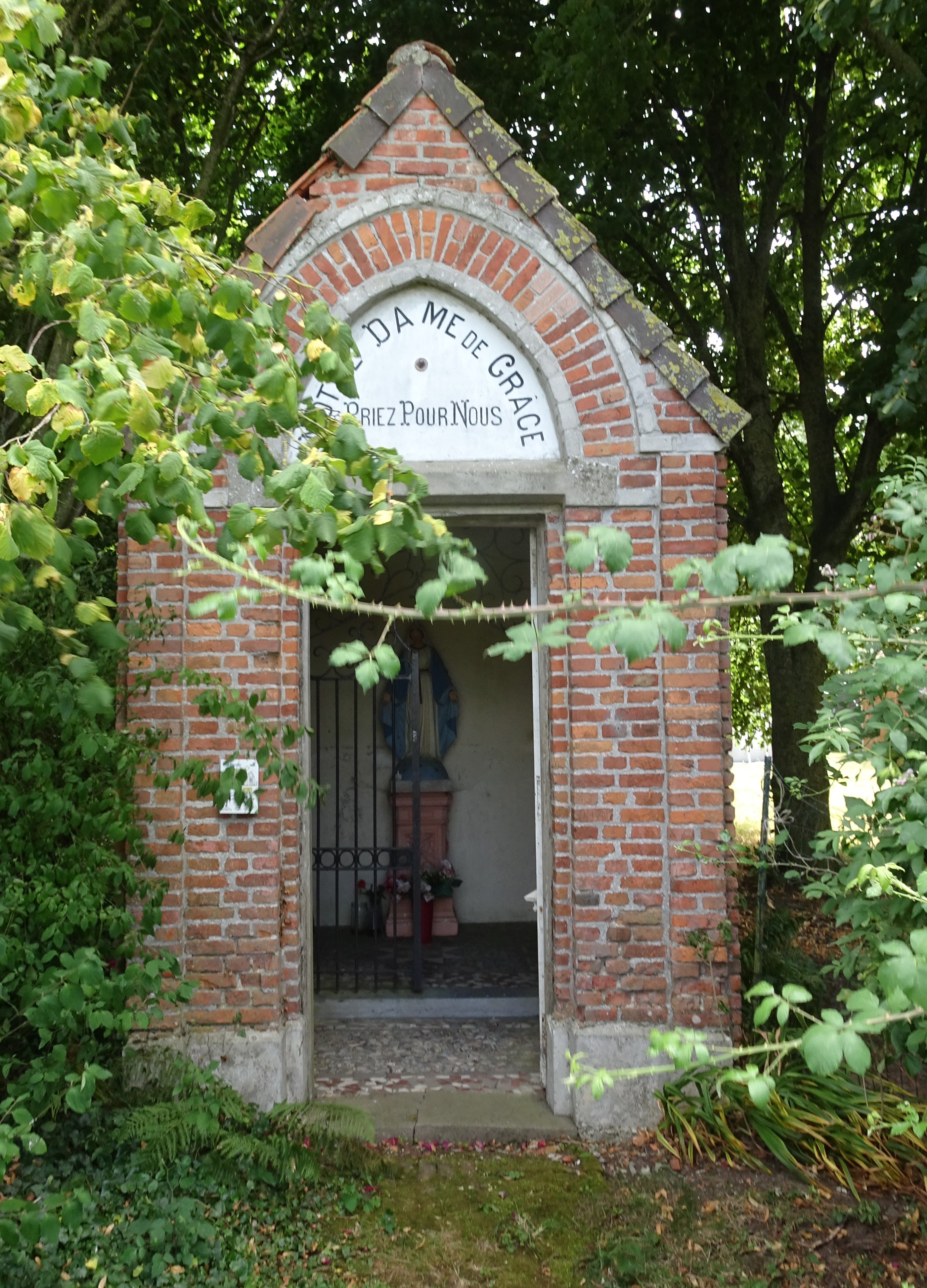
Kapelle Notre-Dame-de-Grâce
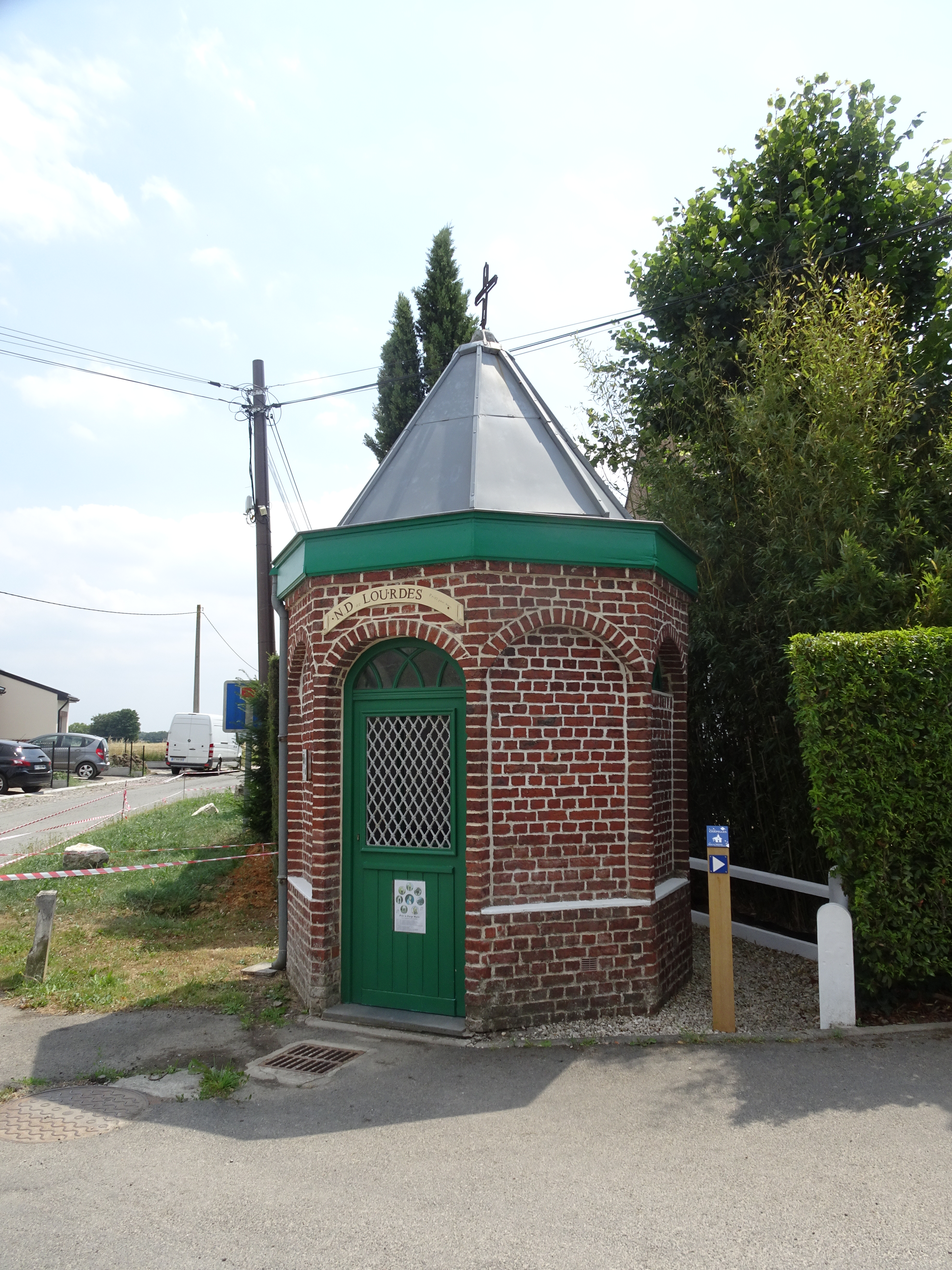
Kapelle Notre-Dame-de-Lourdes
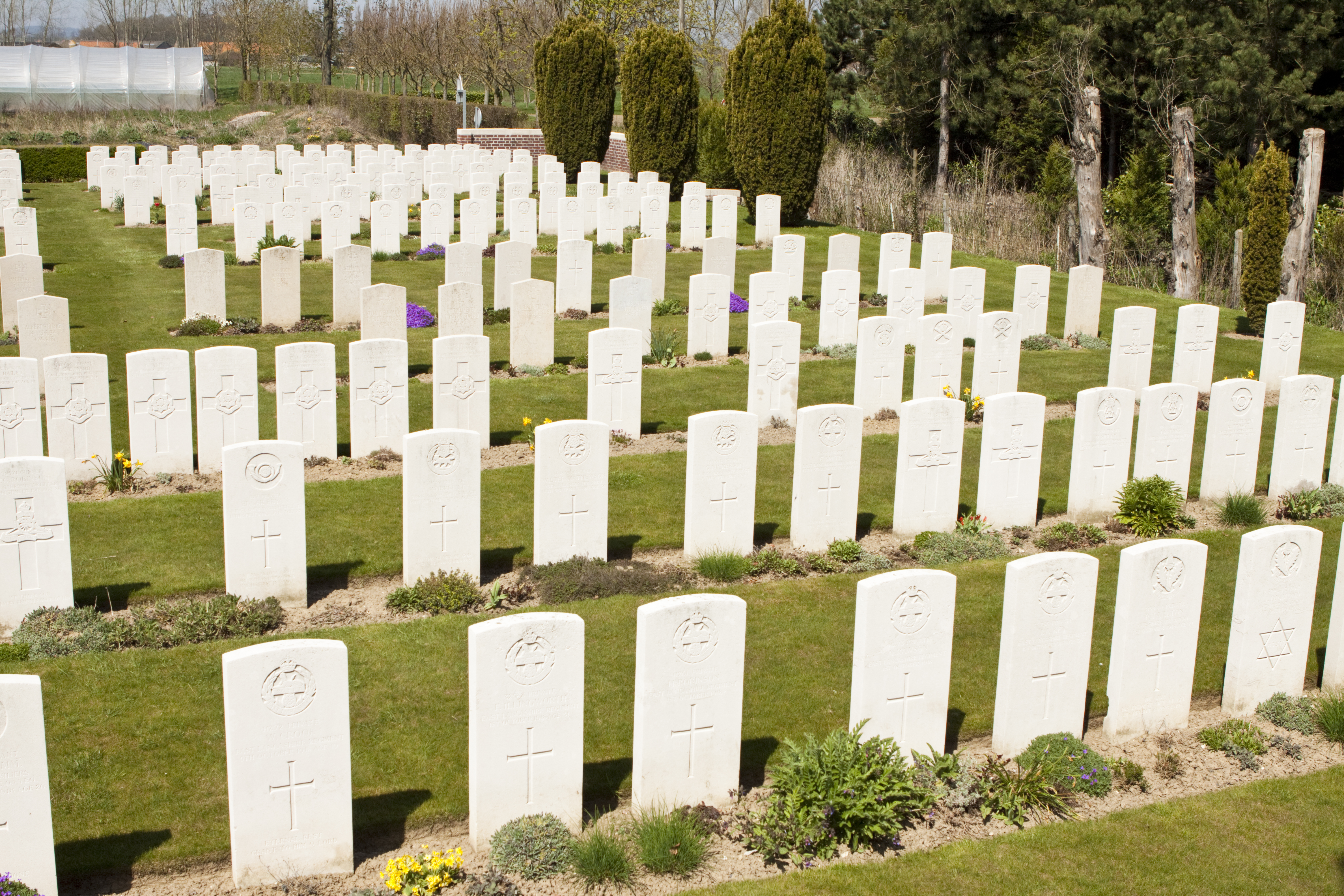
Soldatenfriedhof des Commonwealth
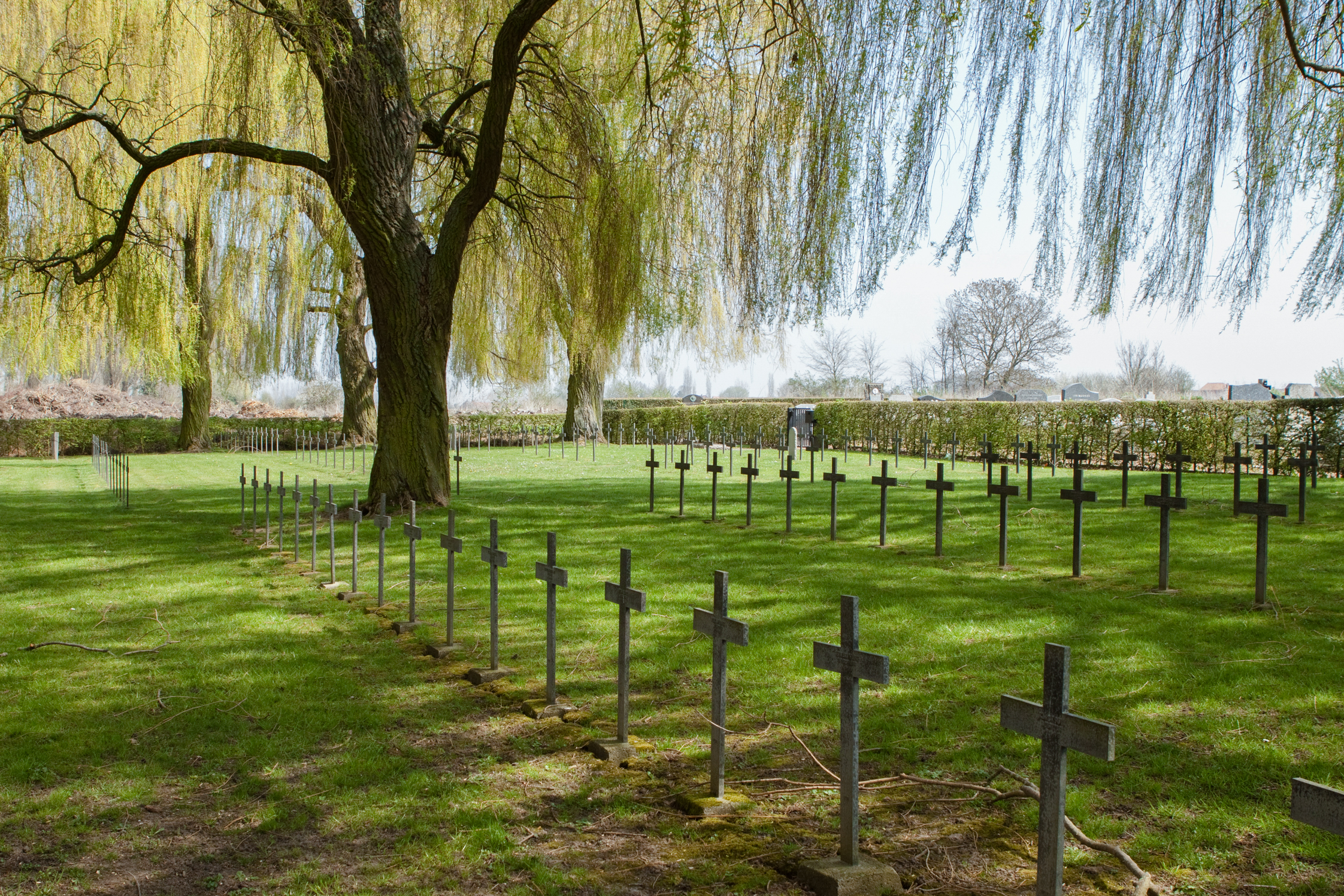
Deutscher Soldatenfriedhof

## Verkehr

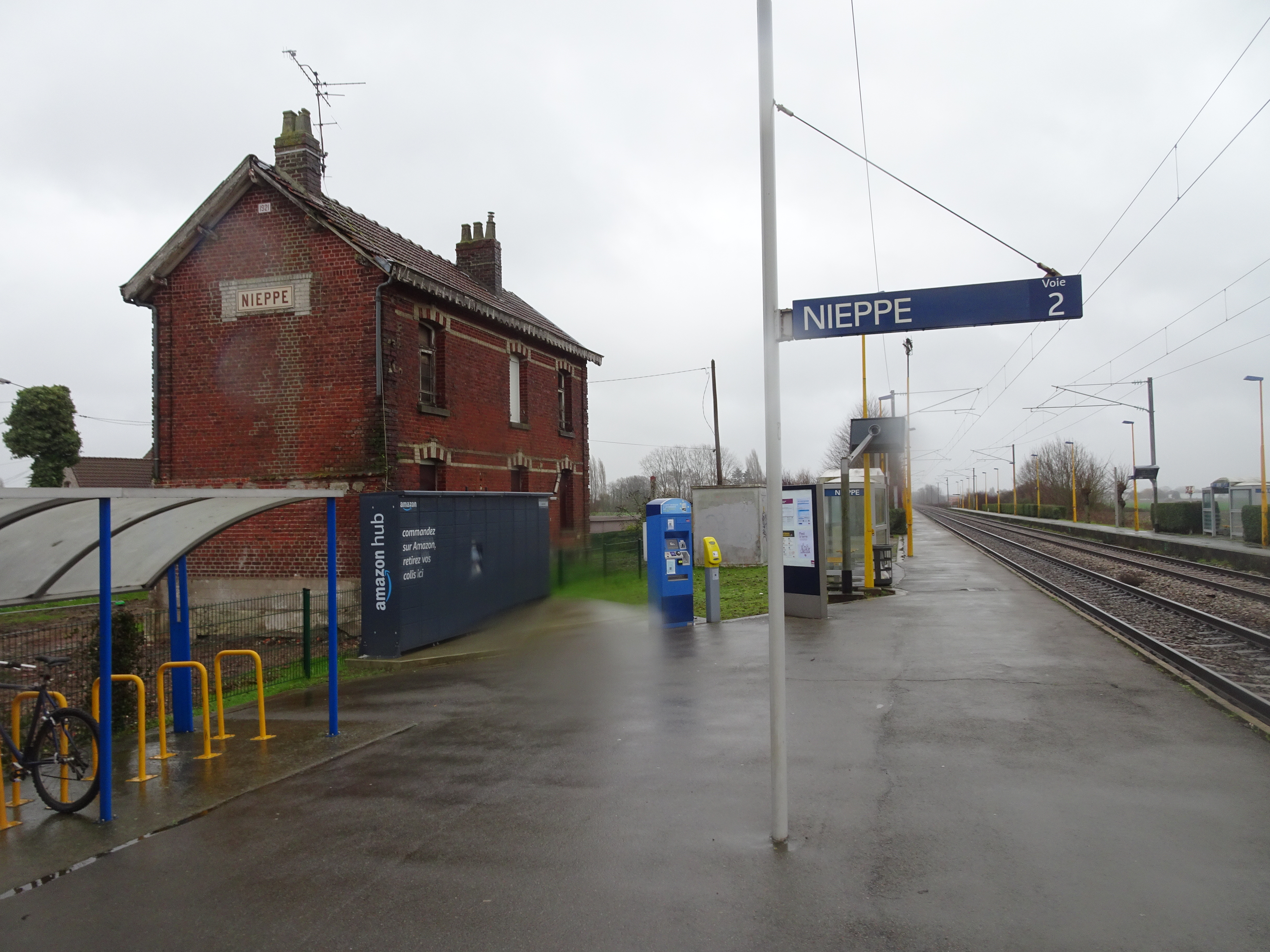
Bahnhof

Die Autobahn A 25 von Lille nach Dünkirchen durchquert das südwestliche Gemeindegebiet von Südost nach Nordwest mit der Anschlussstelle 9. Die Departementsstraße D 945, die ehemalige Nationalstraße N 345 von Béthune nach Armentières, führt von Südwesten her über die Anschlussstelle mit einem Abzweig zum Stadtzentrum. Die Departementsstraße D 933, die ehemalige N 42 von Boulogne-sur-Mer nach Lille, durchquert das Gemeindegebiet von Nordwest nach Südost. Die nachgeordneten Departementsstraßen D 77, D 122, D 422 und lokale Landstraßen komplettieren die Verbindungen des Zentrums mit den Weilern der Gemeinde und den Nachbargemeinden. Busse von drei Linien der Transportgesellschaft Arc-en-Ciel des Départements Nord verbinden Nieppe mit Godewaersvelde über Steenwerck und Bailleul, mit Winnezeele, Estaires und Armentières.
Nieppe besitzt eine Bahnstation an der zweigleisigen Bahnstrecke Lille–Les Fontinettes, die 1848 von der Compagnie des chemins de fer du Nord eröffnet wurde. Er wird von Regionalzügen des TER Hauts-de-France bedient, die zwischen Hazebrouck und Lille verkehren. Die Eisenbahn-Schnellfahrstrecke LGV Nord von Paris zum Eurotunnel durchquert das südwestliche Gemeindegebiet auf einem kurzen Abschnitt ohne Haltepunkt.

## Persönlichkeiten
- Émile Boitelle (1898–1951), französischer Turner, geboren in Nieppe
- Jules Houcke (1898–1968), französischer Politiker und Bürgermeister von Nieppe, Mitglied der Résistance im Zweiten Weltkrieg, geboren in Nieppe
- Line Renaud (* 1928), französische Sängerin und Schauspielerin, geboren in Nieppe